# L'Enlèvement d'Europe (Milhaud)
Pour les articles homonymes, voir L'Enlèvement d'Europe.

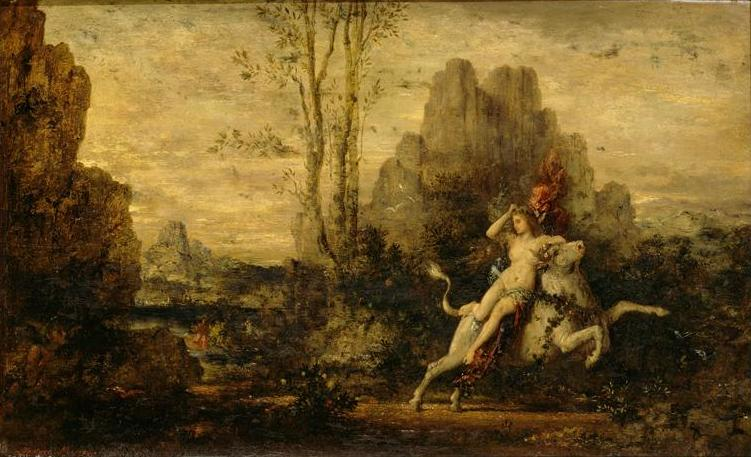
L'Enlèvement d'Europe (vers 1869) par G. Moreau.

L’Enlèvement d’Europe, Op.94, est un opéra-minute composé en 1927 par Darius Milhaud, sur un livret d'Henri Hoppenot.

## Contexte
Sur proposition de Paul Hindemith, Milhaud crée, en 1927, une trilogie d'« opéras-minute » comprenant L’enlèvement d’Europe, L'Abandon d'Ariane, et La Délivrance de Thésée.
La première eut lieu en Allemagne, au festival de Baden-Baden, en juillet 1927.

## Intrigue
Cet opéra retrace l’histoire de l’enlèvement d’Europe (fille du roi Agénor) par Zeus, qui lui apparait sous la forme d’un taureau blanc. 
Pergame, fiancé d’Europe, se plaint à Agénor que sa fille préfère la compagnie d'un taureau à lui-même - un héros. Le roi avoue alors au fiancé qu’Europe a toujours préféré les beuglements de ces animaux grossiers aux récits de combats. Pergame et Agénor découvrent que Zeus et Europe se fixent des rendez-vous amoureux en secret. 
Agénor veut alors tuer Zeus mais lorsqu’il lance sa flèche en direction de sa cible, une force mystique la dévie et elle s’enfonce dans le cœur de Pergame. Europe s’en va vers la mer sur le dos du taureau blanc.

## Analyse
La pièce, d'environ 8 minutes, comporte 8 scènes.
L’opéra est écrit pour un soliste, un quintet vocal et un orchestre composé de flûtes, de bassons, de hautbois, de clarinettes, de trompettes, de percussions, de violons, d’altos, de violoncelles et de contrebasses.